# Noah Lawson Hunter
Noah Jonathan Hunter II es un personaje ficticio de la serie de televisión australiana Home and Away, interpretado por varios infantes en el 2005. 

## Biografía
Noah es el hijo de Scott Hunter y Hayley Smith, como su primo Archie, nació en medio de la nada. Noah es nombrado por el difunto esposo de Hayley, Noah Lawson. 
Después de que Hayley comenzara una relación con Scott Hunter, se enteró de que estaba embarazada y pensaron que el padre era Kim Hyde. Así que ambos terminaron su relación y Kim le propuso matrimonio y ella aceptó, aun cuando todavía sentía cosas por Scott. 
Aunque varios residentes se dieron cuenta de que Hayley no estaba feliz por su próximo matrimonio ella lo negaba. Sin embargo cuando Scott se pierde en el mar, Hayley demuestra sus verdaderos sentimientos y Kim al ver que ama a Scott decide cancelar la boda.
Hayley decide aclarar su mente y se va sin decirle a nadie a Old Fairsham Road, un lugar alejado; sin embargo mientras se encuentra acomodando sus cosas Hayley comienza a sentir fuertes dolores y decide pedir ayuda, pero nadie responde. 
Hayley logra comunicarse con Scott, pero la llamada se corta y lo único que él logra escuchar es "Old". Junto con Alf Stewart y Kim salen en su búsqueda, ya que Hayley sufre de problemas en su corazón. Alf y Kim se dirige a "Old Wickham Road" y "Old Creek" mientras que Scott va a "Old Faisham Road", donde encuentra a Hayley a punto de comenzar su labor de parto y con su ayuda Hayley da a luz a su pequeño hijo, Noah Lawson Hunter II. 
Después de dar a luz Hayley pierde la conciencia, pero Scott logra despertarla y junto a su madre son llevados al hospital donde se recuperan.
Al inició pensaron que Kim era el padre de Noah, pero poco después se enteran de que Zoe McAllister había cambiado la prueba de paternidad meses después de su nacimiento y que el verdadero padre de Noah, era Scott; lo cual dejó devastado a Kim.
Poco después Scott consigue un trabajo en Francia, le pide a Hayley que se case con él y ella acepta; así que junto a sus padres se mudan a Europa donde sus padres se casan en el 2007.